# دادگاه استیناف حوزه دوم ایالات متحده آمریکا

دادگاه استیناف حوزه دوم ایالات متحده آمریکا (United States Court of Appeals for the Second Circuit) نام یک دادگاه فدرال است که بالاتر از دادگاه‌های ناحیه در ایالات متحده آمریکا بوده و ایالات زیر را پوشش می‌دهد:
- ورمانت
- ایالت نیویورک
- کانتیکت

## اعضا
در سال ۲۰۱۰ ترکیب این دادگاه به قرار زیر بود:
| #  | قاضی                 | Duty station  | Born | Appointed | Chief | Appointed by |
| -- | -------------------- | ------------- | ---- | --------- | ----- | ------------ |
| ۵۰ | دنیس جی جیکوبز       | New York, NY  | ۱۹۴۴ | ۱۹۹۲      | ۲۰۰۶  | G.H.W. Bush  |
| ۵۳ | خوزه آ. کابرانس      | New Haven, CT | ۱۹۴۰ | ۱۹۹۴      | —     | Clinton      |
| ۵۵ | رزماری اس. پولر      | Syracuse, NY  | ۱۹۳۸ | ۱۹۹۸      | —     | Clinton      |
| ۵۹ | رابرت کاتزمن         | New York, NY  | ۱۹۵۳ | ۱۹۹۹      | —     | Clinton      |
| ۶۱ | رینا راگی            | Brooklyn, NY  | ۱۹۵۱ | ۲۰۰۲      | —     | G.W. Bush    |
| ۶۲ | ریچارد سی وسلی       | Geneseo, NY   | ۱۹۴۹ | ۲۰۰۳      | —     | G.W. Bush    |
| ۶۳ | پیتر دبلیو. هال      | Rutland, VT   | ۱۹۴۸ | ۲۰۰۴      | —     | G.W. Bush    |
| ۶۴ | دبرا آن لیوینگستون   | New York, NY  | ۱۹۵۹ | ۲۰۰۷      | —     | G.W. Bush    |
| ۶۵ | جرارد ای. لینچ       | New York, NY  | ۱۹۵۱ | ۲۰۰۹      | —     | Obama        |
| ۶۶ | دنی چین              | New York, NY  | ۱۹۵۴ | ۲۰۱۰      | —     | Obama        |
| ۶۷ | ریموند لوهیر، جونیور | New York, NY  | ۱۹۶۵ | ۲۰۱۰      | —     | Obama        |
| ۶۸ | سوزان ال. کارنی      | New Haven, CT | ۱۹۵۱ | ۲۰۱۱      | —     | Obama        |
| ۶۹ | کریستوفر اف. درونی   | New Haven, CT | ۱۹۵۴ | ۲۰۱۱      | —     | Obama        |